# Johan Greter (ruiter)
Johan Jacob Greter (Amsterdam, 25 oktober 1900 - Ede, 29 januari 1975) was een Nederlands ruiter en militair. Hij nam in 1936 deel aan de Olympische Spelen en won hierbij een zilveren medaille.

## Ruiter
Vanaf 1925 nam Greter deel aan springconcoursen, eerst in Nederlands-Indië en vanaf 1933 met het Nederlands team aan internationale wedstrijden. Hij was een succesvol ruiter en won vele concours. In 1933 werd aan hem de Rijschool-Beker van de Koninklijke Nederlandsche Jachtvereeniging uitgereikt. Greter nam op de Olympische Zomerspelen in 1936 deel aan het springconcours met het Nederlands team. Samen met Jan de Bruine en Henri van Schaik won hij met zijn paard Ernica de zilveren medaille. Individueel was hij als zesde geëindigd. Hij hervatte na de Tweede Wereldoorlog in 1948 kortstondig zijn sportloopbaan.

## Militair
Greter werd in 1923 benoemd tot tweede-luitenant bij de artillerie in Nederlands-Indië en werd daar bij de veldartillerie in Weltevreden geplaatst. Op 31 juli 1926 werd hij bevorderd tot eerste-luitenant. In 1929 werd hij overgeplaatst van de bergartillerie in Malang naar de mobiele artillerie in Tjimahi.
Per 1 oktober werd hij als verlof uit het Indische leger aangesteld aan de Rijschool in Amersfoort. Voor de paardensport bleef hij met verlof in Nederland totdat hij per 1 december 1934 definitief over ging naar het Nederlandse leger bij de landmacht. In februari 1937 werd hij voor een jaar in Hannover aan de Duitsche Rijschool gedetacheerd. Per 1 december 1938 werd hij bevorderd tot kapitein en overgeplaatst naar de veldartillerie
Kapitein-adjudant Greter was lid van de Krijgsraad te Velde toen sergeant Johan Christiaan Meijer op 11 mei 1940 wegens desertie ter dood veroordeeld werd. Op zondag 12 mei werd het vonnis voltrokken.
Greter ging op 12 mei per motorfiets naar de Grebbeberg. Bij Amerongen kwam hij al terugtrekkende Nederlandse troepen tegen, en gaf hen bevel terug te keren. Zelf ging hij naar Rhenen, dat al in Duitse handen was, om zich indien mogelijk bij het bataljon van majoor Van der Ploeg te melden. Onderweg hoorde hij dat Van der Ploeg gewond was afgevoerd. Hij ging toen naar Ouwehands Dierenpark, waar hij troepen uit de telefoongreppel haalde en zich met hen naar de onder vijandelijk vuur liggende stoplijn begaf. Hij ging weer terug naar het dierenpark waar hij infanteristen verzamelde en naar voren bracht. Er volgde een korte artilleriebeschieting. Tegen middernacht was hij weer in Doorn, waar hij verslag uitbracht. Daarna werd hij naar zijn regiment teruggestuurd.
Op 17 april 1941 werd hij benoemd tot militair lid van de rechtbank in Den Haag. In december 1943 verviel die functie toen de rechtbank werd opgeheven. Greter had daarvoor enige tijd in Duitse krijgsgevangenschap doorgebracht en was om gezondheidsredenen teruggezonden naar Nederland. In juni 1943 werd hij wederom in krijgsgevangenschap genomen maar wist op transport van een trein te springen en te ontkomen. Hij wist via omzwervingen als Engelandvaarder het Verenigd Koninkrijk te bereiken waar hij verbindingsofficier werd bij de RAF. In 1946 werd hij als stafofficier wederom opgenomen in het KNIL. In 1949 keerde hij terug naar Nederland waar luitenant-kolonel Greter het Regiment Luchtdoelartillerie Kornwerderzand leidde dat in 1951 naar de Weeshuiskazerne in Naarden verhuisde en verder ging als Regiment Luchtdoelartillerie Betuwe. Per 1 juli 1953 ging hij met pensioen en werd kolonel der artillerie buiten dienst. 

## Persoonlijk
Hij verloofde zich op 25 mei 1926 te Prambonan Klatan met S.L. Binkhuysen met wie hij in 1927 huwde. Greter hertrouwde op 26 november 1937 in Berlijn met Marguerite Elisabeth Böcking (Antwerpen, 20 juli 1911 - Amersfoort, 7 november 1947). Het paar kreeg drie kinderen. Op 11 maart 1949 huwde hij in Batavia voor een derde maal nu met Maria Elisabeth Wolterbeek (Oosterbeek, 5 februari 1902 - overleden te Arnhem). 

## Onderscheiden
Greter kreeg tweemaal het Bronzen Kruis:
- op 26 mei 1944, KB nr 9
- op 26 mei 1947, KB nr 28[19]

Op 30 april 1952 werd hij benoemd tot Officier in de Orde van Oranje-Nassau (met zwaarden).